# Orcera
Orcera er en by og kommune i det sydlige Spanien i provinsen Jaén. Den har et indbyggertal på 1.717 (2024) indbyggere.